# Travesio
Die Gemeinde Travesio  (furlanisch Travês, deutsch Traveis) liegt in Nordost-Italien in der Region Friaul-Julisch Venetien. 
Die Fraktion Toppo ist Mitglied der Vereinigung I borghi più belli d’Italia (Die schönsten Orte Italiens).

## Geografie
Sie liegt nördlich von Pordenone und hat 1827 Einwohner (Stand 31. Dezember 2023). Die Gemeinde liegt 500 Meter über dem Meer und umfasst ein Gemeindegebiet von 28 km². 
Das Gebiet der Gemeinde liegt am Ende der Alpen am Beginn der Venezianischen Tiefebene.
Die Gemeinde umfasst neben dem Hauptort vier weitere Ortschaften: Molevana, Toppo, Usago und Zancan. Die Nachbargemeinden sind Castelnovo del Friuli, Meduno, Pinzano al Tagliamento, Sequals und Tramonti di Sotto.
Bei Usago liegt der Bahnhof Travesio an der Bahnstrecke Gemona del Friuli–Sacile.